# Lorenz Jaeger

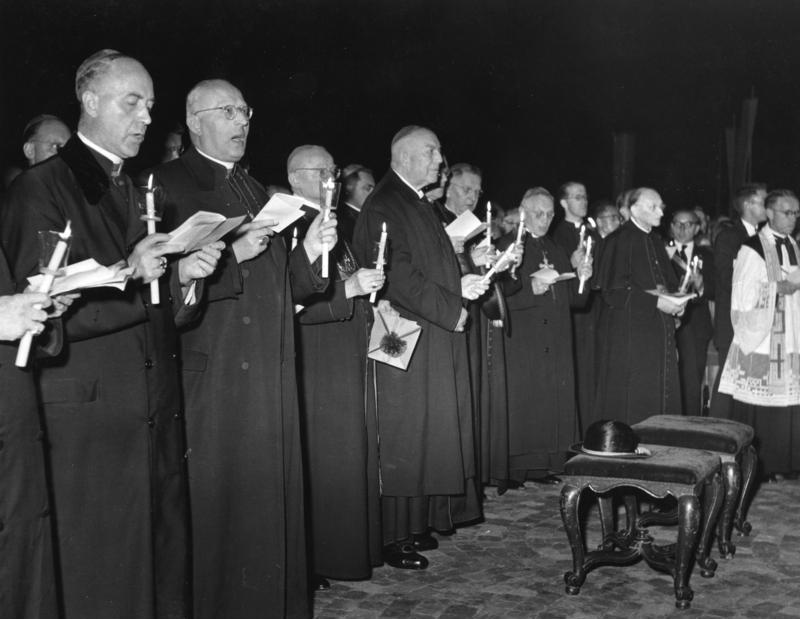
Erzbischof Lorenz Jaeger (2. von links) beim 76. deutschen Katholikentag 1954 in Fulda

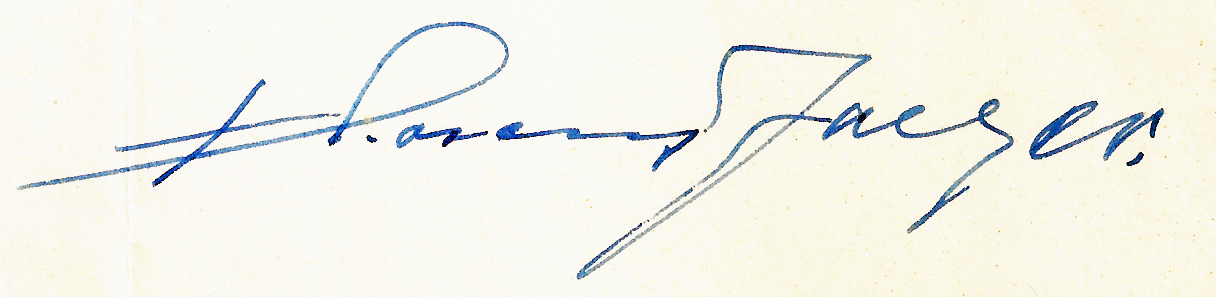
Signatur des Erzbischofs Lorenz Jaeger (1964)

Kardinalswappen

Lorenz Kardinal Jaeger (* 23. September 1892 in Halle (Saale); † 1. April 1975 in Paderborn) war ein deutscher römisch-katholischer Geistlicher, Erzbischof von Paderborn, Kardinal der römischen Kirche und Ökumeniker.

## Leben
Kindheit und Jugend prägten den aus einfachen Verhältnissen einer gemischtkonfessionellen Familie der mitteldeutschen Diaspora stammenden Lorenz Jaeger nachhaltig.
Seine Erstkommunion empfing er in der Pfarrkirche St. Marien Unbefleckte Empfängnis in Oschersleben (Bode). Nach dem frühen Tod seines katholischen Vaters, eines Eisendrehers, zog die evangelische Mutter mit den Kindern in das westfälische Olpe. 
Nach dem Tod des Vaters konnte seine Familie das Schulgeld nicht mehr aufbringen. Deswegen wurde ihm Ostern 1906 von den Franziskanerinnen von der ewigen Anbetung aus Olpe ein Platz im Waisenhaus angeboten, 1909 wechselte er an das Gymnasium in Wipperfürth, wo er 1913 ein herausragendes Abitur ablegte.
Lorenz Jaeger studierte Katholische Theologie in Paderborn und München sowie Philosophie in Münster. Sein Studium wurde unterbrochen durch den Ersten Weltkrieg, wo er als Kompanieführer und Offizier mehrfach ausgezeichnet wurde. Im Januar 1920 kehrte er aus englischer Gefangenschaft zurück und beendete sein Studium. In Paderborn wurde er Mitglied des Katholischen Studentenvereins Teutoburg im KV. Am 1. April 1922 empfing er im Paderborner Dom das Sakrament der Priesterweihe.
Von 1922 bis 1926 war er als Pfarrvikar an der Herz-Jesu-Kirche im sächsischen Oebisfelde-Kaltendorf tätig, später vor allem in Herne (1926–1933) am Gymnasium Herne (heute Pestalozzi-Gymnasium Herne) und Dortmund als Religionslehrer im Schuldienst. 1929 wurde er Mitglied des Vereins für das Volkstum im Ausland, der 1933 in Volksbund für das Deutschtum im Ausland umbenannt wurde. Nach der „Machtergreifung“ der Nationalsozialisten wirkte er ab 1933 als Studienrat am Dortmunder Hindenburg-Gymnasium (heute Helmholtz-Gymnasium Dortmund). 1934 trat er der Nationalsozialistischen Volkswohlfahrt (NSV) bei.
Zu Beginn des Zweiten Weltkriegs wurde er 1939 als Reserveoffizier des Ersten Weltkriegs als Divisionspfarrer im Range eines Majors in die 302. Infanterie-Division einberufen.

### Erzbischof ab 1941
Papst Pius XII. ernannte ihn mit Feldpostschreiben vom 10. August 1941 zum Erzbischof von Paderborn. Am 15. September 1941 wurde er durch Gauleiter und Oberpräsident Alfred Meyer gemäß Artikel 16 des Reichskonkordats vom 20. Juli 1933 in Münster vereidigt. Am 19. Oktober 1941 empfing er die Bischofsweihe durch den päpstlichen Nuntius in Deutschland, Erzbischof Cesare Orsenigo; Co-Konsekratoren waren Joseph Godehard Machens, Bischof von Hildesheim, und Augustinus Philipp Baumann, Weihbischof und Kapitularvikar in Paderborn.
Im Fastenhirtenbrief von 1942 verkündete er mit Bezug auf Russland:
„Ist jenes arme unglückliche Land nicht der Tummelplatz von Menschen, die durch ihre Gottfeindlichkeit und durch ihren Christenhaß fast zu Tieren entartet sind? Erleben unsere Soldaten dort nicht ein Elend und ein Unglück sondergleichen? Und warum? Weil man die Ordnung des menschlichen Lebens dort nicht auf Christus, sondern auf Judas aufgebaut hat.“ Insbesondere diese Äußerung wurde Jaeger als anbiedernde, die Terminologie der Nazis übernehmende Rhetorik vorgeworfen.
Entschuldigt wird dieses aus katholischen Kreisen, dass sich Äußerungen dieser Art eher aus einem damals im Klerus verbreiteten Antikommunismus denn aus einer Befürwortung des Nationalsozialismus erklären lassen. Wissentlich übernahm Jaeger damit Ideen und Sprache, wie „slawische Untermenschen“, von Musterpredigten der Militärseelsorge bzw. den Hirtenworten des dem nationalsozialistischen Regime nahestehenden Militärbischofs Franz Justus Rarkowski. Noch im Januar 1945 rief er die Katholiken auf, sich im Kampf gegen „Liberalismus und Individualismus auf der einen, Kollektivismus auf der anderen Seite“ einzubringen. 
Die öffentliche Diskussion zu Rolle und Verantwortung Kardinal Jaegers im Nationalsozialismus begann 2015. Ausgangspunkt war der Antrag der Fraktion „Demokratische Initiative Paderborn“ (DIP) im Rat der Stadt Paderborn am 21. Mai 2015, dem früheren Erzbischof Lorenz Kardinal Jaeger posthum die Ehrenbürgerwürde der Stadt abzuerkennen. Der Kardinal habe unter anderem zur „Rechtfertigung der nationalsozialistischen Kriegsverbrechen“ beigetragen. Dieser Vorwurf führte zu einer kontroversen Debatte in der Öffentlichkeit. 
Der Rat der Stadt lehnte den Antrag am 21. Mai 2015 mehrheitlich ab, die Auseinandersetzung hielt jedoch an. Darauf beauftragte Erzbischof Hans-Josef Becker die Theologische Fakultät Paderborn, die Haltung von Kardinal Jaeger zum Nationalsozialismus in einer wissenschaftlichen Untersuchung zu klären. Die Koordination und Moderation einer Forschergruppe von Historikern und Theologen wurde Josef Meyer zu Schlochtern übertragen, der diese Aufgabe gemeinsam mit seinem wissenschaftlichen Mitarbeiter Johannes W. Vutz übernahm. Die Studie kommt 2020 zu dem Schluss, dass Jaeger „nationalreligiös, nicht Nationalsozialist“ gewesen sei. Mit den Befunden setzt sich der Publizist Peter Bürger in einer kritischen Schrift auseinander. Eine zweite noch unveröffentlichte Untersuchung der Paderborner Kirchenhistorikerin Nicole Priesching, die zugleich Vorsitzende der zeitgeschichtlichen Kommission des Erzbistums ist, beleuchtet ebenfalls die Rolle Jaegers – sie nimmt in den Blick, ob Kardinal Jaeger ein „Kollaborateur der Nationalsozialisten“ gewesen sei, also ideell in Zusammenarbeit verbunden gewesen ist.

### Nach 1945
Jaeger zeigte sich schon früh an Fragen der Ökumene interessiert und regte innerhalb der Deutschen Bischofskonferenz zahlreiche Initiativen an, die den ökumenischen Dialog fördern sollten, unter anderem die Gründung eines „Ökumenischen Seminars“. Noch zu Kriegszeiten erarbeitete er gemeinsam mit Karl Rahner und Romano Guardini Konzepte, um den ökumenischen Dialog und die Aussöhnung der Christen voranzubringen.
Gemeinsam mit dem evangelischen Oldenburger Bischof Wilhelm Stählin leitete er bereits 1946, kurz nach Kriegsende, einen Arbeitskreis katholischer und evangelischer Theologen, den sogenannten „Jaeger-Stählin-Kreis“. Diese Arbeitsgemeinschaft besteht unter anderem Namen bis heute fort. 
1952 wurde er Mitglied im wissenschaftlichen katholischen Studentenverein Unitas-Hathumar Paderborn. Im Jahre 1957 gründete Jaeger das Johann-Adam-Möhler-Institut für Konfessions- und Diasporakunde, das heute eine renommierte Einrichtung zur Behandlung ökumenischer Fragen innerhalb der katholischen Kirche ist.
In der Abendländischen Aktion, die der konservativen Abendländischen Bewegung nahestand, hatte Jaeger als Mitglied des Kuratoriums eine maßgebliche Funktion.
1949 gründete er das Sozialinstitut Kommende Dortmund, um die Katholischen Soziallehre in allen Gesellschaftsbereichen zu fördern. Weitere Bildungseinrichtungen wie die Landvolkshochschule in Hardehausen und die Paderborner Abteilung der Katholischen Fachhochschule (KFH) mit den zwei Fachbereichen Sozialwesen und Theologie (heute Katholische Hochschule Nordrhein-Westfalen) (katho) folgten. Auf der Huysburg bei Halberstadt richtete er am 11. Mai 1952 ein Zweigseminar des Paderborner Priesterseminars für die in der DDR liegenden Teile des Paderborner Bistums ein.

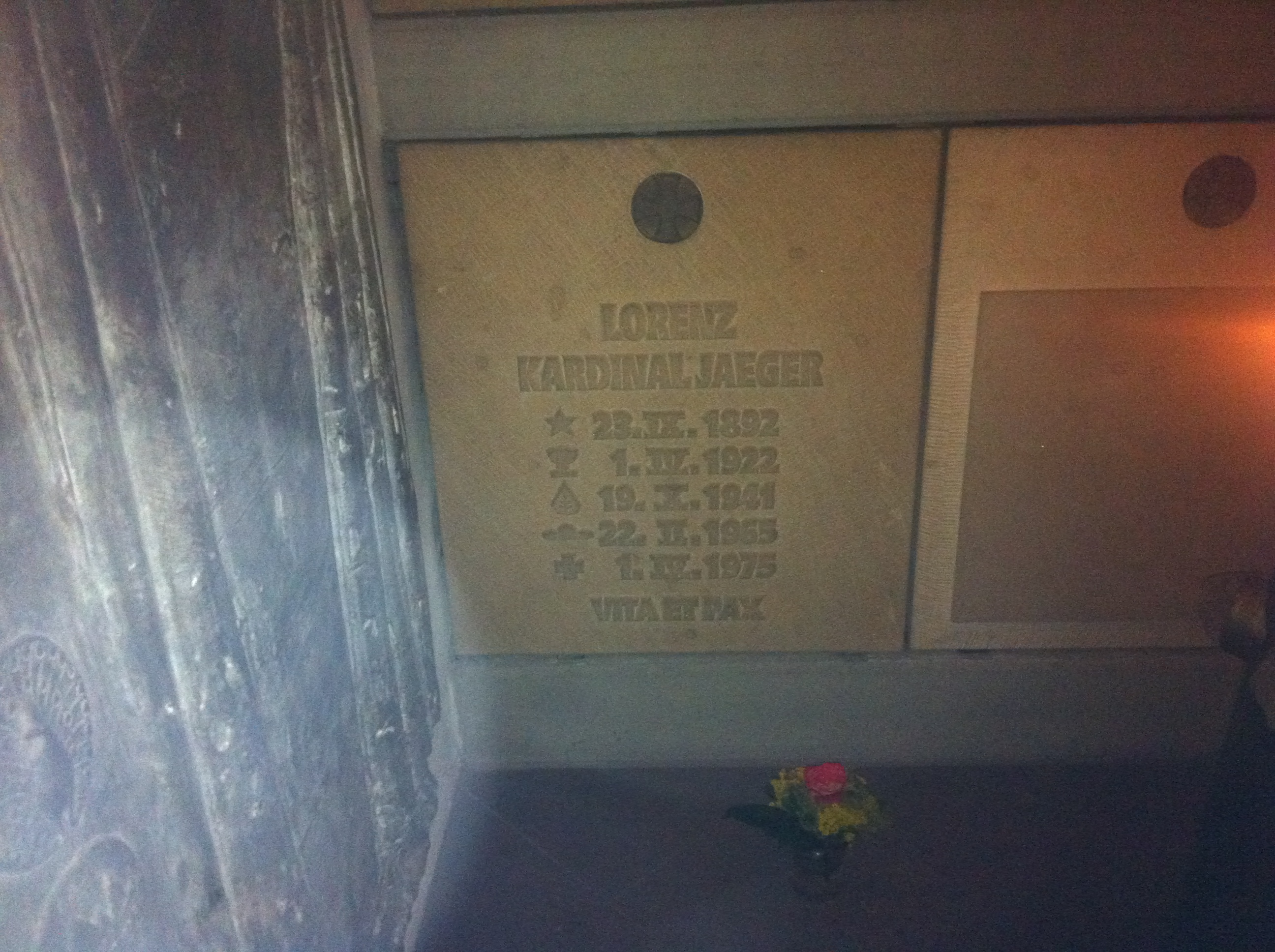
Grab von Lorenz Kardinal Jaeger in der Krypta des Paderborner Doms

Lorenz Jaeger wurde am 6. September 1950 in Rom von Kardinal-Großmeister Nicola Canali in den Ritterorden vom Heiligen Grab zu Jerusalem investiert. Von 1950 bis 1975 war er der Großprior der deutschen Statthalterei des Päpstlichen Ritterordens. Er leitete vom 24. bis 29. November 1954 die erste Zusammenkunft aller deutschsprachigen Statthaltereien der Grabesritter in Oberwaid/St. Gallen.

### Konzilszeit und Kardinalat
Kurze Zeit später war er maßgeblich an der Einrichtung des Sekretariats für die Förderung der Einheit der Christen („Einheitssekretariat“) beteiligt. Im Verlauf des zweiten Vatikanischen Konzils leistete Jaeger durch die beharrliche Einbringung ökumenischer Perspektiven einen wichtigen Beitrag.
Er wurde am 15. Januar 1965 durch Papst Paul VI. als Kardinalpriester mit der Titelkirche San Leone I. in das Kardinalskollegium aufgenommen. Mit seiner Erhebung zum Kardinal wurde erstmals einem Bischof von Paderborn die Berufung in das höchste Beratungsgremium des Papstes zuteil. Papst Paul VI. würdigte hierdurch vor allem Jaegers besondere seelsorgerische Leistungen. Am 30. April 1973 nahm der Papst den Rücktritt vom Amt des Erzbischofs an.
Im Dezember 2021 veröffentlichte die Universität Paderborn das Zwischenergebnis einer Studie zu Fällen des sexuellen Missbrauchs durch Priester im Erzbistum Paderborn, die im Auftrag des Erzbistums Paderborn seit 2020 erarbeitet wird und auf vier Jahre angelegt ist. Darin wurde Erzbischof Jaeger – wie auch seinem Amtsnachfolger Johannes Joachim Degenhardt – gravierendes Fehlverhalten im Umgang mit Missbrauchstätern unter den Geistlichen attestiert. Beschuldigte seien geschützt worden, während Betroffenen gegenüber keine Fürsorge gezeigt worden sei. Verdächtigte oder überführte Kleriker seien immer wieder versetzt worden, und man habe in der Bistumsleitung „in Kauf genommen, dass sich Dinge wiederholen“. 
Auf Bewährung verurteilte Täter seien in einigen Fällen entgegen den Vereinbarungen mit Staatsanwaltschaften doch wieder in Gemeinden eingesetzt worden.

## Ehrungen und Auszeichnungen
Militärische Auszeichnungen
- Eisernes Kreuz II. Klasse (Erster Weltkrieg)
- Eisernes Kreuz I. Klasse (Erster Weltkrieg)
- Ritterkreuz des Königlichen Hausordens von Hohenzollern mit Schwertern (Erster Weltkrieg)

Zivile Auszeichnungen
- Ehrendoktorwürde Dr. theol. der Universität Münster (1947)
- Großkreuz des Ritterordens vom Heiligen Grab zu Jerusalem (1950)
- Ehrenbürgerrecht der Stadt Olpe (1955), Paderborn (1956), Werl (1962)
- Großkreuz des Verdienstordens der Bundesrepublik Deutschland (1969)
- Staatsorden „Stern von Jordanien“ durch Hussein I. für Bau einer Kirche und Schule in Jordanien (1969)
- Ehrendomherr der Kathedrale von Le Mans
- Ehrenphilister der Katholischen Studentenvereine Germania-Münster und Frankonia-Straßburg zu Frankfurt im KV
- Ehrenmitglied der katholischen Studentenverbindungen KDStV Sugambria (Jena) Göttingen, KDStV Guestfalo-Silesia Paderborn und KDStV Winfridia (Breslau) Münster im CV

Namensgeberschaft
- Namensgeber des «Kardinal-Jaeger-Haus» der Katholischen Akademie Schwerte (1967)
- «Kardinal-Jaeger-Haus» der Caritas-Trägergesellschaft St. Mauritius in Oschersleben (1995)
- Das Pfarrzentrum der katholischen Kirchengemeinde St. Martinus in Olpe wurde zu Ehren des Kardinals „Lorenz-Jaeger-Haus“ genannt. Diese Benennung wurde aufgrund seines Fehlverhaltens im Umgang mit Missbrauchstätern im Oktober 2023 durch die Pfarrei aufgehoben.[17]
- In Paderborn, Dellbrück, Arnsberg, Marsberg, Wenden (Sauerland) und Werl sind Straßen nach Lorenz Kardinal Jaeger benannt.

## Schriften
- Leben und Frieden. Hirtenbriefe, Predigten und Ansprachen des Erzbischofs von Paderborn. Zum 15. Jahrestag seiner Bischofsweihe am 19. Oktober 1941. Verlag der Bonifacius-Druckerei, Paderborn 1956.
- Das ökumenische Konzil, die Kirche und die Christenheit. Erbe und Auftrag. Verlag der Bonifacius-Druckerei, Paderborn 1960.
- als Übersetzer und Herausgeber: Dekret über den Ökumenismus. Zweites Vatikanisches Ökumenisches Konzil. Authentischer lateinischer Text der Acta Apostolicae Sedis. Dekret über die katholischen Ostkirchen. Aschendorff, Münster 1967.
- Einheit und Gemeinschaft. Stellungnahmen zu Fragen der christlichen Einheit (= Konfessionskundliche und kontroverstheologische Studien, Band 31). Verlag der Bonifacius-Druckerei, Paderborn 1972.